# The Cost of High Living
The Cost of High Living è un cortometraggio muto del 1916 diretto da William Wolbert.

## Produzione
Il film fu prodotto dalla Vitagraph Company of America.

## Distribuzione
Distribuito dalla V-L-S-E, il film - un cortometraggio in una bobina - uscì nelle sale cinematografiche statunitensi il 22 maggio 1916.
La pellicola è stata distribuita in DVD nel luglio 2008 dalla Sunrise, inserita in un'antologia dal titolo Silent Rarities (1911-1928), comprendente cinque cortometraggi per la durata totale di ottanta minuti.